# اچ‌ام‌اس پلوروس (۱۸۰۸)
اچ‌ام‌اس پلوروس (۱۸۰۸) (به انگلیسی: HMS Pelorus (1808)) یک کشتی بود که طول آن ۱۰۰ فوت (۳۰ متر) بود. این کشتی در سال ۱۸۰۸ ساخته شد.